# 68e régiment de chars de la Garde
Pour les articles homonymes, voir 68e régiment.
Le 68e régiment de chars de la Garde (en russe : 68-й гвардейский танковый полк, abrégé 68 гв. тп), de son nom complet le 68e régiment de chars de la Garde Jitomirsko-Berlinski des ordres du Drapeau rouge, de Souvorov, de Koutouzov, de Bogdan Khmelnitski et d'Alexandre Nevski (en russe : 68-й гвардейский танковый Житомирско-Берлинский Краснознамённый орденов Суворова, Кутузова, Богдана Хмельницкого и Александра Невского полк), est une unité blindée de l'armée de terre russe (n° d'unité 91714).

## Historique
Le 68e régiment de chars de la Garde est formé en février 1942 à Stalingrad, sous le nom de 93e brigade indépendante de chars,. L'unité comprend les 211e et 212e bataillons indépendants de chars, un bataillon de fusiliers motorisés et de mitrailleuses et d'autres unités et sous-unités. Jusqu'en mai 1942, la 93e brigade de chars fait partie du district militaire de Stalingrad.
La 93e brigade rejoint en mai 1942 le 8e corps de chars de la 20e armée du front de l'Ouest. Du 30 juillet 1942 au 23 août 1942, l'unité participe à la bataille de Rjev. Dans la seconde moitié de 1942, elle participe à des batailles visant à améliorer la position des troupes soviétiques dans un certain nombre de secteurs en direction de l'ouest. Fin novembre 1942, elle est retirée des combats en vue d'une réorganisation.
En mai 1943, elle rejoint la 27e armée du district militaire de la steppe (à partir du 9 juillet le front de la steppe). Lors de la bataille de Koursk, avec le début de la contre-offensive des troupes soviétiques, elle combat au sein de la 5e armée de la Garde, puis dans la 27e armée du front de Voronej. En coopération avec d'autres formations de la 27e armée, elle libère le 25 août la ville d'Akhtyrka.
Fin septembre, l'unité traverse le Dniepr jusqu'à la tête de pont de Boukrinsky, précédemment capturée par les troupes du front et y combat jusqu'à la fin novembre. Plus tard, au sein de la 1re armée de chars de la Garde du 1er front ukrainien, elle participe aux batailles pour la libération de l'Ukraine de la rive droite. Pour la bravoure et le courage des soldats dont ils ont fait preuve lors de la libération de la ville de Jytomyr, le 1er janvier 1944, elle reçoit le titre honorifique « Jitomirsko ». Elle s'est également distinguée dans des opérations visant à capturer la ville de Starokostiantyniv le 9 mars 1944, pour lesquelles elle reçut l'ordre du Drapeau rouge le 19 mars.
Au sein de la 4e armée de chars, la 93e brigade participe à l'offensive Lvov-Sandomir. Dans des conditions difficiles, avec d'autres formations de la 4e armée blindée, elle perce la défense allemande du « corridor de Koltovo », et lance avec succès une offensive contre la ville de Lviv. Pour ses actions militaires à Lviv, elle reçoit l'ordre de Bohdan Khmelnitsky de 1re classe le 10 août 1944. Poursuivant les troupes allemandes en retraite, des unités de la brigade pénètrent sur le territoire polonais le 5 août 1944 dans la région de Przemysl. Au cours des seules batailles du 19 juillet au 11 août 1944, la brigade dénombre environ 5 000 soldats adverses hors de combat, 14 chars et de nombreux autres équipements et armes militaires détruits.
Lors de l'offensive de Sandomierz-Silésie, la brigade mène des batailles continues, opérant en parallèle des formations de fusiliers. Ses unités avancent depuis la tête de pont de Sandomierz jusqu'à l'Oder, libère notamment les villes de Rawicz, Milicz (23 janvier 1945), Freistadt (13 février 1945). Pour l'accomplissement exemplaire des missions de commandement en atteignant la rivière, après la prise de la ville de Milicz, la brigade reçoit l'ordre de Souvorov de 2e classe (19 février 1945). Pendant un mois et demi de combats continus (du 12 janvier au 25 février 1945), la brigade élimine plus de 6 500 soldats et officiers ennemis, 66 chars et de nombreux autres équipements militaires.
En février-mars 1945, la brigade participe aux offensives de Basse et Haute-Silésie. C'est lors de ces opérations qu'elle reçoit le titre honorifique de la « Garde » le 17 mars 1945. L'unité est pour cette occasion renommée 68e brigade indépendante de chars de la Garde. Pour la percée des défenses et de la défaite des troupes ennemies au sud-ouest d'Oppeln, elle reçoit l'ordre de Koutouzov de 2e classe le 26 avril 1945.
À la suite de la bataille de Berlin, la 68e brigade reçoit le titre honorifique de « Berlinskaïa » le 4 juin 1945. Pour ses actions lors de la libération de la ville de Prague, la brigade reçoit l'ordre d'Alexandre Nevski le 9 mai 1945.
Le 4 mai, la brigade est retirée de la bataille et concentrée dans la région de Frauenstein le 8 mai. Par la suite, la brigade est redéployée dans la région de Kladno (Tchécoslovaquie).
Après la guerre, la 68e brigade rejoint le 6e corps mécanisé de la Garde.
Selon l'Ordre du commissaire du peuple à la défense de l'URSS n° 0013 du 10 juin 1945, de nombreuses unités soviétiques sont réorganisées. Le 6e corps mécanisé est réorganisé en 6e division de fusiliers motorisés, faisant partie de la 4e armée de chars de la Garde. À partir de 1946, l'unité est déployée en RDA.
Le régiment est renommé 68e bataillon indépendant de chars de la Garde. Conformément à la directive de l'état-major général des forces armées de l'URSS, à partir du 1er mai 1949, elle opère dans la 6e division mécanisée de la Garde, avant de reprendre son nom initial de 68e régiment. Son déploiement permanent alterne entre Berlin et Biezdorf.
Lors de la crise berlinoise de 1961, le 68e régiment est déployé pour renforcer la protection des frontières de la RDA avec Berlin-Ouest et la République fédérale d'Allemagne.
En juillet 1983, le régiment reçoit la visite du célèbre commandant soviétique, ancien commandant de la 4e armée de la Garde, Dmitri Leliouchenko. Le commandant du régiment de chars de la Garde, le lieutenant-colonel A. V. Roudnev, remet au général l'insigne du « Tireur Baïdovsky ».
En 1993, le 68e régiment est retiré du groupement des forces armées soviétiques en Allemagne et rejoint la 2e armée de la Garde du district militaire de la Volga, situé dans le village de Tchernoretchié (oblast de Samara).
Le 1er septembre 1997, la 90e division de fusiliers de la Garde devient la 5968e base de stockage d'armes et d'équipements de la Garde. Le régiment de chars devient alors le 2e département de stockage d'armes et d'équipements. L'unité est dissoute en 2005.

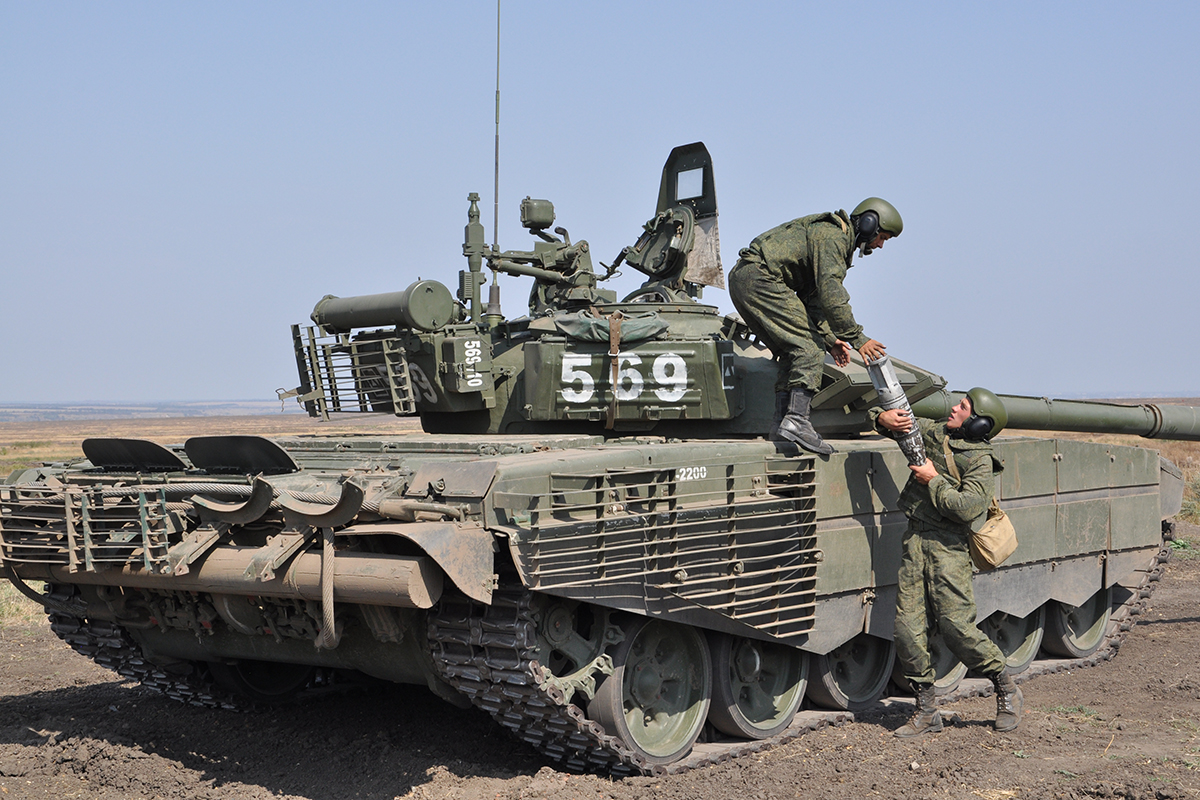
Soldats du 68e régiment sur le terrain d'entraînement de Kadamovsky.

En 2016, le régiment est recréé au sein de la 150e division de fusiliers motorisés. Par décret du Président de la fédération de Russie du 30 juin 2018, le régiment retrouve son nom honorifique, le grade et les récompenses acquises lors de la Seconde Guerre mondiale,.
En 2022, elle participe à l'invasion russe de l'Ukraine et prend part à la bataille de Marioupol. Pendant le siège de la ville, le commandant du régiment, le lieutenant-colonel Vladimir Boukatkine, est tué au combat.